# Les dames et la licorne
Les dames et la licorne  (Nederlands: De dames en de eenhoorn) is een artistiek kunstwerk in Amsterdam-West.
In het begin van de 21e eeuw ging het Gulden Winckelplantsoen en omgeving flink op de schop. Eigenlijk kwam het erop neer dat alles veranderd werd behalve de oostelijke strook bebouwing. In de plaats van de overige bebouwing werd een nieuwbouwcomplex neergezet waaronder een parkeergarage en winkelruimten. Margot Berkman en Eline Janssens maakten voor de overdekte entree op maaiveldniveau een vloer en lieten die inclusief de wanden betegelen met de voor hun bekende afbeeldingen van bladeren, zwanen, herten en hazen (verdeeld over meerdere tegels). Ook de kleine vogels (één vogel op één tegel) ontbreken niet. Het kunstwerk bevindt zich onder het dak van de parkeergarage waarop tevens lange tijd een dagmarkt zou draaien. De beide kunstenaars ontwierpen voor die plek ook een hekwerk.
Het kunstwerk meet (op de vloer) 16 bij 40 meter en is gemaakt van slijtvaste tegels.  

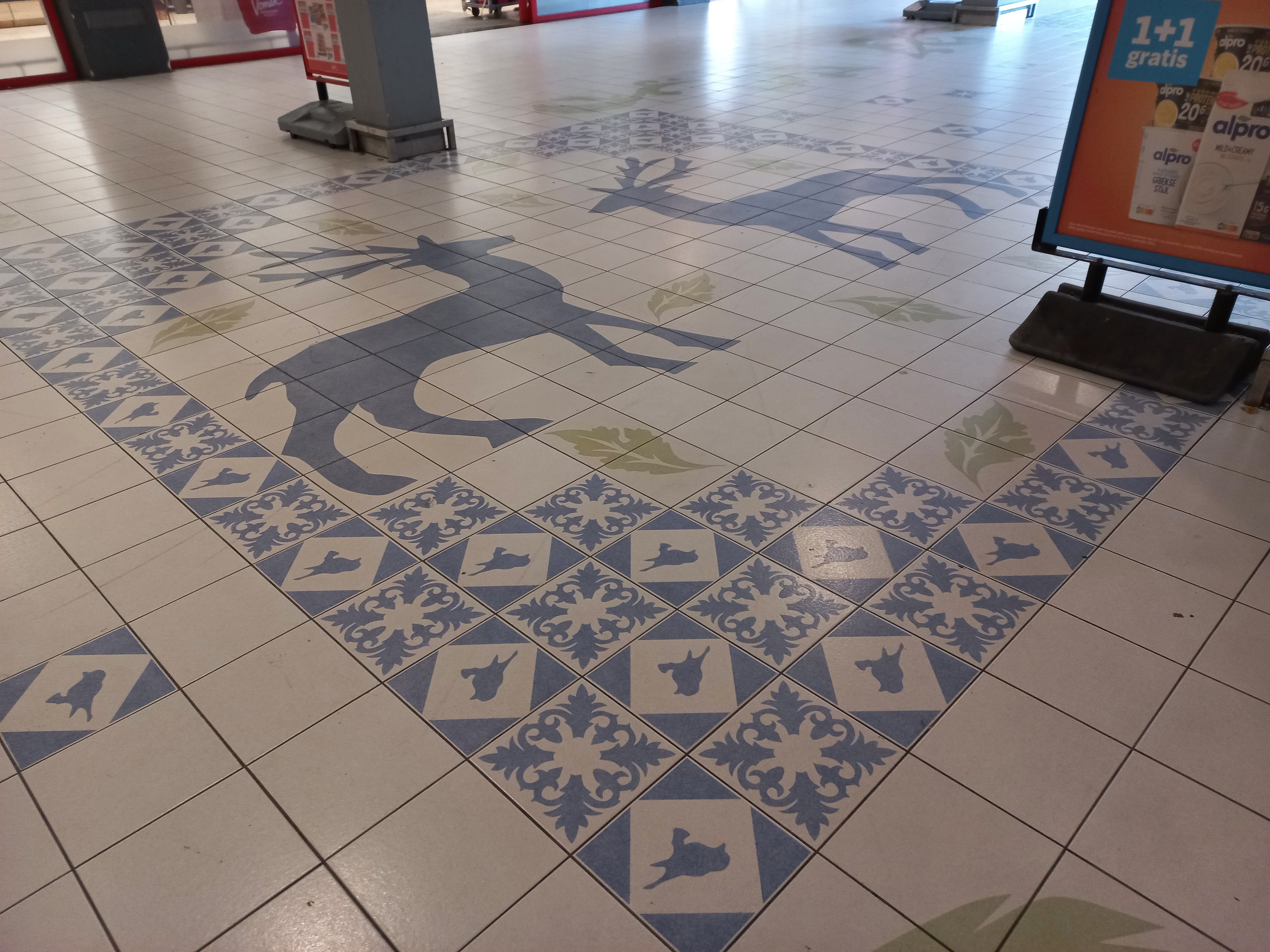
Herten omringd door vogels (september 2023)